# Phytophthora palmivora
Espèce
Phytophthora palmivora est une espèce de pseudo-champignons oomycètes de la famille des Peronosporaceae, à répartition pantropicale. Cette espèce a une gamme d'hôtes très importante (environ 138 espèces de plantes), dont des plantes cultivées de grande importance économique comme le cacaoyer, le cocotier, le papayer, l'hévéa, l'arbre à pain et le poivrier noir. Les symptômes sont notamment des pourritures racinaires, des pourritures des fruits et des chancres des tiges. Phytophthora palmivora est l'un des agents causaux de nombreuses maladies cryptogamiques, telles que la pourriture brune des cabosses du cacaoyer.

## Taxinomie

### Synonymes
Selon Index Fungorum (22 novembre 2020) : 
- Pythium palmivorum E.J. Butler)
- Phytophthora faberi Maubl.
- Phytophthora theobromae L.C. Coleman
- Phytophthora palmivora var. theobromae (L.C. Coleman) Orellana
- Phytophthora omnivora var. arecae L.C. Coleman
- Phytophthora cactorum var. arecae (L.C. Coleman) Sacc. & Trotter(Abellini) 20: 1286 (1911)
- Phytophthora arecae (L.C. Coleman) Pethybr.
- Phytophthora heveae A.W. Thomps.
- Phytophthora palmivora var. heveae (A.W. Thomps.) Orellana
- Phytophthora palmivora var. piperis H.R.A. Muller, Meded. Lds PlTuin
- Phytophthora parasitica var. sesami Prasad
- Phytophthora palmivora var. heterocystica Babacauh

### Liste des variétés
Selon NCBI (22 novembre 2020) :
- Phytophthora palmivora var. palmivora